# Abbaye de Chaumont
L'abbaye de Chaumont était une institution sur la commune de Chaumont-Porcien dans le département des Ardennes.

## Localisation
C'est à l'orée d'une forêt des Ardennes, au sommet d'une cuesta que le premier ermitage fut construit. Lieu où le baron de Chaumont installa aussi son château.

## Histoire
Saint Berthauld (452-525), ermite irlandais, fils du roi scot Théold, ordonné par saint Remi de Reims, vint séjourner sur la butte du bourg de Chaumont avec son compagnon Amand, lors de l'évangélisation du Porcien. Ils y firent beaucoup de disciples, notamment sainte Olive et sainte Liberette (ou Libérète), filles du seigneur de Hauteville.
À la mort de saint Berthauld, une chapelle fut construite sur le mont devenu un ermitage réputé.
En 1078, le comte de Porcien y fonda une collégiale qui reçut la bénédiction de saint Arnould, évêque de Soissons ; un château y fut également élevé par les puissants comtes de Porcien.
Vers 1130 le comte de Porcien Godefroy installa une communauté norbertienne à Gerigny avec une donation sur les terres de Givron et de Draize. Cette communauté venait de l'abbaye de Cuizy. C'est entre 1146 et 47 que cette communauté fit son entrée dans les locaux de Chaumont.
Le 11 mai 1147, le pape Eugène III confirma la possession des biens de l'abbaye et lui étendit sa protection. Protégée par les seigneurs de Rozoy et augmentée par les dons de ceux qui partaient en croisade, la bulle de Luce III de 1181 confirma son existence et ses possessions.
Pendant la guerre de Cent Ans le Porcien est ravagé par les bandes anglaises et défendu par le seigneur de Rethel, les moines se réfugiant en leurs maisons de Laon et de Reims. Puis vint la guerre entre les Armagnacs du comte de Rumigny et les Bourguignons du comte de Rethel ; 1420 fut une année terrible pour la région. La paix ne revint pas lors de l'affrontement des huguenots de Sedan, Montcornet et du Porcien et les catholiques de Rethel et de la Thiérache. Ensuite les Ligueurs conduit par le maréchal de Saint-Paul prirent le Porcien qui fut ensuite repris par Henri IV.
Dans cette difficile situation, dettes, spoliations, mauvaises récoltes et rentrées de taxes, l'abbaye fut placée sous la protection du roi de France. Charles V qui chargea, en 1369, son bailli du Vermandois de gérer les biens et revenus de l'abbaye en gardant un tiers pour l'entretien, un autre pour les besoins des moines, le dernier pour régler les dettes.
En conflit avec le comte, l'abbaye finit par être relocalisée à la Piscine.

## Liste des abbés
in : 
- don Marlot, Metropolis Remensis Historia, tome II, pp. 880-81.
- Honoré Fisquet, France pontificale, Reims, p 389.
- C. L. Hugo, Sacri cononici ordinis praemonstratensis annales in dua partes divisi, Nancy, 1736.

- Jean, cité dans une bulle du pape Eugène III,
- en 1158 : Césarius, cité dans le cartulaire de Saint Nicaise,
- 1171 : Julianus,
- 1176 : Jean II,
- 1181 - 1197 : Antelmus,
- ? : Aubry,
- 1216 : Alelmus,
- ? - 1222 : ROger,
- 1223 - 1231 : Henri,
- 1231 - 1246 : Odo,
- ? - 26 novembre 1256 : Pierre de Baucigny,
- ? -1273 : Jean III de Logny

...
- - 1347 : Jean V,
- - 1364 : Raoul de Chatillon,
- - 1372 : Jean VI,
- - 1384 : Raoul de Reims,
- - 1395 : Gerard,
- - 1400 : Ponsard,
- - 1415 : Philippe,
- - 1426 : Pierre de Rocquigny, dit le Boucher,
- - 1463 : Jean Lochart,
- - 1477 : Gobert de Rocquigny,
- - 1486 : Jean Hardy,
- - 1491 : Pierre Frayart,
- - 1520 : Gobert Cousin,
- - vers 1550 : Estienne Lallemand,
- - vers 1556 : Mattieu Chalons,
- - vers 1564 : Claude le Roy,
- - 1623 : Estienne de Galmet ou Gallimet,

...
- ? - 4 octobre 1653 : Ciricius de Villiers la Faye,
- ? - 1697 : Gilles de Fontaines,
- décembre 1697 - 30 juillet 1722 : Antoine de Brissac de Denouville,
- octobre 1723 - 7 octobre 1732 : Charles Armand de Gontaud de Biron,
- 5 mai 1732 - 25 mai 1780 : Louis de Chomel,
- Janvier 1781 : N... de Saint Fare,
- 1782-1790 : Louis Philippe de Saint-Albin.

## Architecture
En 1147, cette abbaye de chanoines réguliers est mise sous l'ordre des Prémontrés qui y édifient une imposante église en l'honneur de saint Berthauld. Les guerres qui vont suivre amèneront progressivement ce lieu à sa ruine ; ainsi, lors de la guerre de Cent Ans, il fut brûlé et dévasté plusieurs fois par les Bourguignons et les Armagnacs. Puis, après une courte période de prospérité au début du XVIe, l'abbaye fut brûlée à nouveau et ruinée par les calvinistes de Sedan, ainsi qu'en 1589 et 1591, lors des luttes entre les loyalistes et les ligueurs. 
Par ailleurs, les rivalités d'alors entre les abbés, catholiques, et les seigneurs, réformés, aboutirent à son transfert à Remaucourt au lieu-dit la Piscine vers 1619-1623. Création de cette nouvelle abbaye par Etienne (stephannus) de Galinet jusqu'en 1628 par la somme de 11 000 livres et une terre pour que le seigneur acquière l'entièreté de la motte de Chaumont. Voir la taque de cheminée existante mais abîmée à la ferme de la piscine.

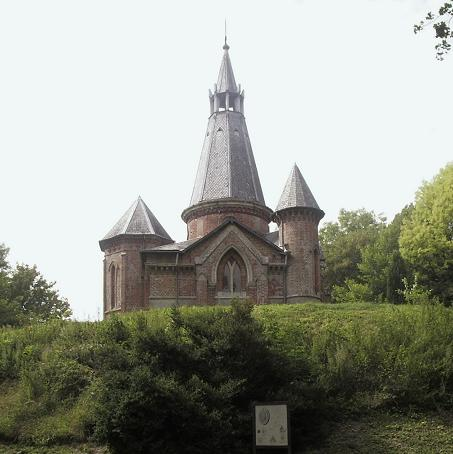
Actuelle église sur le lieu de l'ermitage.

En 1876, un héritier des seigneurs des lieux, le père Isidore Fressancourt, entreprit les fouilles des vestiges et édifia, au centre du mont, une motte avec tous les déblais pour y élever une chapelle de style byzantin rappelant avec son clocher et ses quatre tourelles à bulbes, l'abbaye Saint-Berthauld et le château des comtes. On peut encore voir cette chapelle, mais son clocher, réformé car il menaçait ruines, a perdu de son charme.

## Quelque possessions de l'abbaye
Les fermes de Chatigny, Flay, Trion et du Luteau, données par Gobert d'Apremont en 1264.
- Adon : un moulin et des terres cultivées et ce que possédait Adon, seigneur de Rozoy et Chaumont en ce village, en 1180.
- Begny : les droits données entre 1087 et 1111.
- Berlise : la paroisse avant 1147.
- Chaumont : une vigne donnée en 1333 par curé près Laon, une maison donnée en 1340 par les époux Jeanne et Jean Chaumont,
- Chevrière : le fief donné entre 1087 et 1111.
- Doulemy : l'autel du village et ses dépendances, Givron et Begny, par l'évêque, Vuillaume, de Reims.
- Draize : les terres données vers 1130.
- Ecly : la paroisse avant 1147.
- Gérigny : le moulin, donné entre 1087 et 1111.
- Givron : les terres données vers 1130.
- Hardoye : le fief entre 1087 et 1111.
- Justine : les droits entre 1087 et 1111.
- Juissy près Rocquigny : les terres entre 1087 et 1111.
- Le Thour : la paroisse avant 1147.
- Logny : des terres, avant 1184.
- Lucquy : le fief donné entre 1087 et 1111.
- Mainbressy : les droits donnés entre 1087 et 1111.
- Maisnil : deux maisons avec leurs terres et dépendances, en 1154 par le comte de Virue.
- Mamloué : la paroisse avant 1147.
- Pargny : ce que possédait Guido, seigneur du village, en 1184.
- Reims : une maison rue Saint-Pierre-le-Vieil donné par les époux Jeanne et Jean Chaumont en 1340.
- Remaucourt : la seigneurie en 1087.
- Rubigny : les droits sur les terres données entre 1087 et 1111.
- Saint-Fergeux : les droits entre 1087 et 1111, le four banal en 1184 par Elisabeth de Rozoy.
- Son : la paroisse avant 1147.
- Trion : les droits sur une partie des terres et la moitié de ceux de l'église entre 1087 et 1111.
- Vandeuil une vigne donné par les époux Jeanne et Jean Chaumont en 1340.
- Wadimont : les droits sur les terres données entre 1087 et 1111.